# San Giovanni (Rovigno)
San Giovanni (in croato Sveti Ivan) è un isolotto disabitato della Croazia, situato lungo la costa occidentale dell'Istria, a sud del canale di Leme.
Amministrativamente appartiene alla città di Rovigno, nella regione istriana.

## Geografia
San Giovanni si trova a sudovest del porto di Rovigno (luka Rovinj) e a sud del promontorio di Montauro (Zlatni rt) e di punta Corrente (rt Kurent). Nel punto più ravvicinato dista 1,74 km dalla terraferma e poco più di 760 m dall'isola di Maschin.
San Giovanni è un isolotto a forma di 8 rovesciato, con una forte strozzatura centrale, che misura 640 m di lunghezza e 215 m di larghezza massima nella parte orientale. Ha una superficie di 0,103 km² e uno sviluppo costiero di 1,722 km. A ovest, raggiunge un'elevazione massima di 21,8 m s.l.m.
Sull'isolotto si trovano le rovine del monastero benedettino di San Giovanni in Pèlago, sopravvine in buono stato il campanile, fu soppresso alla fine del XVII secolo.

### Isole adiacenti
- Isola di Sant'Andrea (Sveti Andrija), isolotto a nord di San Giovanni.
- Maschin (Maškin), isolotto a sud di Sant'Andrea, collegato ad esso da una strada rialzata.
- Scoglio di Montauro (Muntrav), piccolo scoglio situato a nord di Sant'Andrea.
- Scoglio del Samier (Samer), altro scoglio poco a sud del precedente.
- Scoglio Piroso Grande (Veli Piruzi), isolotto a est di Sant'Andrea e a nordest di San Giovanni.
- Scoglio Piroso Piccolo (Mali Piruzi), scoglio gemello del precedente, situato poco più a nordovest.
- Astorga (Sturag), isolotto a nord di San Giovanni.
- San Giovanni in Pelago (Sveti Ivan na Pučini), scoglio a sud di San Giovanni su cui si trova un faro.

### Cartografia
- (HR) Mappa topografica della Croazia 1:25000, su preglednik.arkod.hr.